# Creagrutus pearsoni
Creagrutus pearsoni är en fiskart som beskrevs av Volker Mahnert och Géry, 1988. Creagrutus pearsoni ingår i släktet Creagrutus och familjen Characidae. Inga underarter finns listade i Catalogue of Life.